# Об'єднана національна незалежна партія

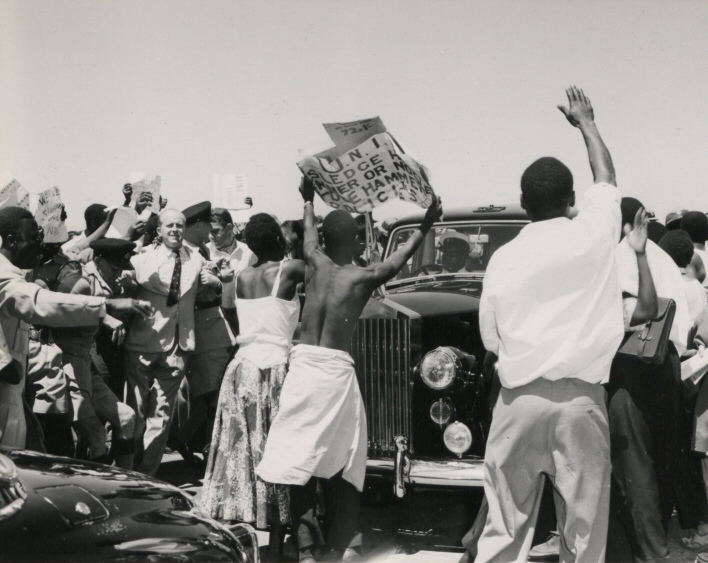
Демонстранти ОННП під час візиту Іана Маклауда (1960)

Об'єднана національна незалежна партія (ОННП) — замбійська політична партія, що була урядовою та єдиною легальною політичною партією в Замбії від 1973 до 1991 року за часів президентства Кеннета Каунди.

## Історія
Партію було засновано у жовтні 1959 року. Її засновником та формальним лідером був Маїнза Чона, але з січня 1960 року, після звільнення з ув'язнення Каунди, останній став її незмінним лідером на понад 30 років.
На загальних виборах у Північній Родезії 1962 року партія здобула 14 місць, ставши другою за величиною партією за домінування Об'єднаної федеральної партії (ОФП). Після перемоги на виборах 1964 року, коли партія здобула 55 з 75 місць у парламенті, Каунда очолив уряд Північної Родезії, привівши країну до незалежності у жовтні того ж року. Після цього Кеннет Каунда став президентом.
За результатами виборів 1968 року Каунда був переобраний на посту глави держави, а партія здобула 82 % голосів (81 місце зі 105 у Національній асамблеї). 1973 року в країні було запроваджено однопартійну систему, де ОННП відводилась роль урядової та єдиної легальної партії. Національну політику формував Центральний комітет ОННП, президент країни обирався на загальному з'їзді партії. Другою за значимістю посадовою особовю в державі був генеральний секретар ОННП.
Наприкінці 1990 року було відновлено багатопартійну систему, а на виборах 1991 року перемогу здобув лідер партії Рух за багатопартійну демократію Фредерик Чілуба. Натомість Каунда здобув лише 24 % голосів. На парламентських виборах ОННП здобула 25 місць, а демократи — 125.
1996 року Об'єднана національна незалежна партія бойкотувала вибори. Кандидат у президенти від ОННП, Тілиєнджі Каунда, 2001 року здобув лише 10 % голосів (4 місце з 11 кандидатів). На парламентських виборах партія отримала 13 місць у Національній асамблеї. Перед виборами 2006 року ОННП об'єдналась з Об'єднаним демократичним альянсом та ще двома найбільшими опозиційними партіями. Лідер Об'єднаної партії за національний розвиток Гакаїнде Гічілема, кандидат у президенти від Альянсу, фінішував третім. Власне Альянс виборов 26 місць у Національній асамблеї.
ОННП не брала участі у виборах 2008 року, а Тілиєнджі Каунда брав участь у президентських перегонах 2011 року. Тоді він набрав менше за 1 % голосів виборців, посівши 6 місце з 11 кандидатів. Партія також не здобула жодного місця у парламенті, здобувши лише 0.7 % голосів. 2015 року Каунда також не зміг набрати більше 1 % голосів.